# フレイルティー 妄執
『フレイルティー 妄執』（ - もうしゅう、原題：Frailty）は2001年に製作されたアメリカ合衆国のホラー映画。
『エイリアン2』『タイタニック』等に出演した俳優のビル・パクストンの第1回監督作品。
本作は父親が子供に殺人、死体遺棄を強要する内容から、映倫により犯罪を強調する内容としてPG-12指定にされた。

## あらすじ
ゴッドハンド（神の手）と呼ばれる連続殺人犯の捜査をしているドイル捜査官のもとにフェントン・ミークスという男が現れ、真犯人を知っていると告げる。その犯人は自分の弟だと告げ、その弟が「周りに悪魔がいる」と謎の言葉を残して自殺をしたという。ドイル捜査官は彼のいう事を信じないがフェントンはさらに話を続け、幼少時代の父の話を続ける……。

## キャスト
※括弧内は日本語吹替
- フェントンの父 - ビル・パクストン（星野充昭）
- フェントン - マシュー・マコノヒー（森田順平）
- ウェズリー・ドイル捜査官 - パワーズ・ブース（有本欽隆）
- 少年時代のフェントン - マット・オリアリー（竹内順子）
- 少年時代のアダム - ジェレミー・サンプター（白石涼子）
- スモールズ保安官 - ルーク・アスキュー（長克巳）

## スタッフ
- 製作：デヴィッド・カーシュナー、デヴィッド・ブロッカー、コーリー・シネガ
- 監督：ビル・パクストン
- 脚本：ブレント・ヘンリー
- 撮影：ビル・バトラー
- 音楽：ブライアン・タイラー
- プロダクション・デザイナー：ネルソン・コーテス